# Marina Geli
Marina Geli i Fàbrega, née le 12 septembre 1958 à Sant Gregori, est une médecin et femme politique espagnole. Elle a été ministre de la Santé de la Généralité de Catalogne de 2003 à 2010. Elle est considérée comme l'une des membres les plus en vue de l'aile catalane du Parti socialiste de Catalogne,.

## Biographie
Geli a obtenu son diplôme de médecine à l' Université de Barcelone. Elle a été interne à l'hôpital Josep Trueta de Gérone de 1981 à 1990. Elle est devenue spécialiste du traitement des maladies infectieuses et du SIDA . Elle s'est également impliquée dans plusieurs associations liées à la lutte contre le SIDA.
Marina Geli est mariée et a deux enfants, l'un d'entre eux étant l'actrice Carla Nieto.

## Carrière politique
Elle a également été conseillère municipale de Sant Gregori (1982-1990) et conseillère départementale de Gérone, au cours de la même période. Elle est présidente du Comité pour la politique sociale dans la période 1996-1999 au Parlement catalan et porte-parole pour la politique sociale dans la sixième législature.
Elle devient responsable politique et première secrétaire du CPS pour la région de Gérone en 2000.
En juin 2010, elle a été victime d'insultes graves par Eduardo García Serrano, l'un des animateurs de l'émission El Gato al agua diffusée sur la chaîne nationale Intereconomía TV. Quelques jours plus tard, et après que la ministre ait annoncé qu'elle allait engager des poursuites pénales, García Serrano s'est excusé publiquement et a rétracté les insultes, ce qui ne l'a pas empêché d'être condamné - avec le réseau - par le 20e tribunal pénal de Madrid à indemniser Marina Geli de plus de 21 000 euros pour un délit de diffamation grave avec publicité.
Marina Geli n'est plus membre du PSC depuis novembre 2014, date à laquelle elle a quitté le parti. Cette même année, elle fonde le MÉS.